# Estación de Vado-Jaén
Vado-Jaén fue una estación de ferrocarril que existió en el municipio español de Martos, perteneciente a la línea Linares-Puente Genil. En la actualidad las instalaciones se encuentran sin servicio.

## Historia
La estación, perteneciente a la línea Linares-Puente Genil, fue construida por la Compañía de los Ferrocarriles Andaluces y puesta en servicio en 1893 junto a la totalidad del trazado. La estación disponía de un edificio de viajeros, un muelle de carga para el tráfico de mercancías y varias vías de apartadero. Debido a la ubicación que tenía —lejos de poblaciones importantes— su principal función fue servir al tráfico de mercancías y también para el cruce de trenes.
En 1941, con la nacionalización de los ferrocarriles de ancho ibérico, las instalaciones pasaron a manos de la recién creada RENFE. La línea se mantuvo operativa hasta su clausura en octubre de 1984, siendo desmantelada algún tiempo después. Tras muchos años de abandono y progresivo deterioro, en fechas recientes se restauró el histórico edificio de viajeros.